# Clara Delgado Valero
Clara Delgado Valero (Ballesteros de Calatrava, 1952-Madrid, 1998), formada como historiadora del arte, se dedicó a la arqueología del mundo musulmán. Su actividad se centró especialmente en Toledo, donde impartió docencia, y desde donde dio una nueva visión del arte islámico de los reinos taifas en adelante. Fruto de todo ello fue su tesis doctoral, Toledo islámico: ciudad, arte e historia.

## Trayectoria
En su trayectoria profesional supo combinar la actividad docente, la investigadora y la participación activa en proyectos arqueológicos. Una de sus propuestas más interesantes fue la de realizar viajes de estudios a Oriente Próximo, promovidos desde la Universidad Complutense de Madrid en compañía de los profesores de Historia Antigua José María Blázquez y Jaime Alvar. Así, se pudo reivindicar la relación artística de España, y la ciudad de Toledo, con algunos de estos países.
El inicio de su docencia comenzó en el Colegio Universitario de Toledo, entonces dependiente de la Universidad Complutense de Madrid, promoviendo la colaboración de instituciones existentes y ayudando a crear otras, como la Asociación cultural Tulaytula, centrada en estudios islámicos de la ciudad de Toledo. En 1989 aprobó la oposición a profesora titular de Historia del Arte en la Universidad Nacional de Educación a Distancia. 

## Reconocimientos y distinciones
A su muerte, y en agradecimiento a toda su labor investigadora, se instituyeron los Premios Clara Delgado Valero en el año 2006, en los que se reconoce de manera anual la trayectoria de los distintos especialistas e investigadores de la ciudad de Toledo.

## Publicaciones destacadas
Clara Delgado Valero fue autora de diversas publicaciones en múltiples revistas y libros de carácter científico. Entre ellas destacan las siguientes:
- Toledo islámico: ciudad, arte e historia. Toledo: Caja de ahorro. 1987.
- El arte del Islam. Anaya. 1991.
- «La ciudad de Toledo en época islámica: estructura y funciones de los espacios urbanos». Revista del Instituto Egipcio de Estudios Islámicos. 1998.
- Arte hispanomusulmán: artículos: Homenaje a Clara Delgado Valero. Universidad Nacional de Educación a Distancia. 2001.